# Desmodium hayatae
Desmodium hayatae är en ärtväxtart som beskrevs av Hiroyoshi Ohashi. Desmodium hayatae ingår i släktet Desmodium och familjen ärtväxter. Inga underarter finns listade i Catalogue of Life.